# Джейн Дарлинг
Дже́йн Да́рлинг (англ. Jane Darling; родилась 26 сентября 1980 года в Клаштерец-над-Огржи, Устецкий край, Чехословакия) — чешская порноактриса. Настоящее имя — Я́на У́грова (чеш. Jana Uhrová).

## Биография
Дарлинг пришла в порноиндустрию в 2001 году и на данный момент снялась уже почти в 250 фильмах, в том числе и со сценами жёсткого порно (двойное проникновение, триолизм). Можно считать что свою карьеру актриса начала с появления на кастинге у режиссёра порнофильмов Пьерра Вудмана
30 июля 2004 года Дарлинг оказалась в числе пяти порноактеров, которые были арестованы в Мексике и впоследствии высланы из страны. Их обвинили в том, что они занимались коммерцией, имея только туристические визы. Все порноактёры посещали Мексику для участия в первом Мексиканском эротическом фестивале.

## Премии и номинации
| Год  | Церемония   | Номинация                                         | Работа                                      | Результат |
| ---- | ----------- | ------------------------------------------------- | ------------------------------------------- | --------- |
| 2005 | AVN Award   | Лучшая иностранная исполнительница года           |                                             | Номинация |
| 2005 | AVN Award   | Лучшая сексуальная сцена в иностранном исполнении | Internal Combustion 5 (with Chris Charming) | Номинация |
| 2005 | FICEB Ninfa | Лучшая актриса второго плана                      | House of Shame                              | Номинация |
| 2007 | AVN Award   | Лучшая иностранная исполнительница года           |                                             | Номинация |